# Ясюківка
Ясюківка (біл. вёска Ясюкоўка) — село в складі Вілейського району Мінської області, Білорусь. Село підпорядковане Довгинівській сільській раді, розташоване в північній частині області.